# Joseph-Arthur Labissonnière
Joseph-Arthur Labissonnière, né le 25 décembre 1875 à Batiscan et mort le 9 mai 1930 à Champlain, est un cultivateur et un homme politique québécois.

## Biographie

### Expérience politique
Labissonnière est élu député de Champlain en 1912 sous la bannière conservatrice. Il est défait en 1916. Il est élu maire de Champlain de 1917 à 1922.